# Susana Seivane

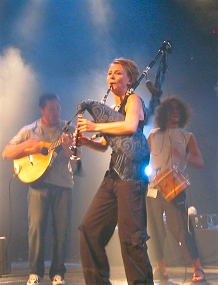
Susana Seivane

Susana Seivane (Barcelona, Espanha, 1976) é uma intérprete de gaita galega. Pertence a uma família reconhecida no mundo dos tocadores de gaita de foles e artesãos da Galiza, proprietária da oficina Obradoiro de Gaites Seivane.

## Biografia
Nasceu em Barcelona no ano de 1976, é a herdeira da família Seivane, uma das famílias de maior prestígio no mundo dos gaiteiros e gaitas artesanais galegas.
Iniciou a sua carreira musical com apenas 3 anos de idade. Pela mão do seu pai, Álvaro Seivane, e influenciada pelo seu avô, Xosé Manuel Seivane, e outros mestres gaiteiros como Ricardo Portela e Moxenas, conquistou o respeito e a admiração do mundo da gaita galega. Um estilo genuíno que está presente na forma de tocar da Susana, pois ela consegue sintetizar o estilo enxebre dos executantes ancestrais de gaita-de-foles. 
Mas Susana consegue também criar um estilo próprio, expandindo o seu valioso legado com influências de outros sons. Para tal rodeia-se de um elenco de músicos da nova geração que transmitem frescura e originalidade às suas criações.